# Rize - Alzati e balla
Rize è un documentario del 2005, diretto da David LaChapelle, distribuito in Italia nel 2006 col titolo Rize - Alzati e balla .
Il film racconta due subculture di ballo di Los Angeles: clowning e krumping. La prima serie di interviste sviluppa l'idea del clowning; nella seconda vediamo invece l'idea del krumping. La terza parte del film mostra una sfida di ballo tra le due comunità. Una sequenza atipica del film usa il montaggio per comparare i film degli anni '40 sull'antropologia della danza rituale africana con le mosse contemporanee del clowning e del krumping.